# Oscar Verbeeck
Oscar Verbeeck (6. června 1891, Saint-Josse-ten-Noode, Belgie – 13. srpna 1971) byl belgický fotbalista a reprezentant.
Hrál za Royale Union Saint-Gilloise. Zúčastnil se Letních olympijských her 1920 v Antverpách, kde domácí belgický tým získal ve finále zlaté medaile poté, co reprezentace Československa opustila na protest proti verdiktům rozhodčího ve 40. minutě za stavu 2:0 pro Belgii hřiště a byla diskvalifikována. Hrál i na Letních olympijských her 1924 v Paříži proti Švédsku (porážka 1:8).